# El incendio
El incendio es una película argentina dramática que se estrenó en Argentina el 28 de mayo de 2015 dirigida por Juan Schnitman y protagonizada por Pilar Gamboa y Juan Barberini.

## Sinopsis
Lucía y Marcelo tienen 30 años y están yendo con cien mil dólares a pagar su futura casa. Pero el vendedor no llega y la escritura se posterga. Tensos y frustrados vuelven a su antiguo departamento alquilado y esconden el dinero. Marcelo le dice: "Tranquila, es un día como cualquier otro". En el transcurso de esas 24 horas de espera se revela la verdadera naturaleza del amor entre Lucía y Marcelo, de la crisis por la que están pasando, y de la violencia que los atraviesa. La película cuenta esas 24 horas de una tensión insostenible.

## Elenco
- Pilar Gamboa
- Juan Barberini
- Luis Biassotto
- Laura Paredes
- Martín Tchira
- Luciano Suardi
- Roberto Cowal
- Andrea Garrote
- Mariano Sayavedra

## Premios y nominaciones

### Participación en festivales de cine
| Festival             | Fecha de evento                      | Categoría            | Premio   | Ref   |
| -------------------- | ------------------------------------ | -------------------- | -------- | ----- |
| Festival de Berlín   | 5 al 15 de febrero de 2015           | Premio del público   | Nominado | [ 3 ] |
| BAFICI               | 15 al 25 de abril de 2015            | Sección oficial      | Nominado | [ 4 ] |
| Festival de Lima     | 7 de agosto al 14 de agosto de 2015  | Sección oficial      | Nominado | [ 5 ] |
| Festival de Lima     | 7 de agosto al 14 de agosto de 2015  | Premio de la crítica | Ganador  | [ 6 ] |
| Festival de Santiago | 25 de agosto al 30 de agosto de 2015 | Sección oficial      | Nominado | [ 7 ] |

### Premios Sur
La décima edición de los Premios Sur se llevó a cabo el 24 de noviembre de 2015.
| Año  | Categoría         | Nominado     | Resultado |
| ---- | ----------------- | ------------ | --------- |
| 2015 | Mejor ópera prima | El Incendio  | Nominado  |
| 2015 | Mejor actriz      | Pilar Gamboa | Nominado  |